# Pattinaggio di velocità ai XXI Giochi olimpici invernali - 10000 m maschile
La gara dei 10000 m maschile ai XXI Giochi olimpici invernali si è svolta il 23 febbraio 2010 al Richmond Olympic Oval. Il vincitore è stato il sudcoreano Lee Seung-Hoon, che ha stabilito il nuovo record olimpico.
Il detentore del titolo era l'olandese Bob de Jong, che in questa edizione ha vinto il bronzo.

## Record
Prima di questa competizione, i record erano i seguenti.
| Record mondiale | Sven Kramer ( Paesi Bassi)       | 12'41"69 | Salt Lake City      | 10 marzo 2007    |
| Record olimpico | Jochem Uytdehaage ( Paesi Bassi) | 12'58"92 | Salt Lake City 2002 | 22 febbraio 2002 |

## Risultati
| Pos. | Batteria | Nome                   | Nazione       | Tempo        | Distacco     |
| ---- | -------- | ---------------------- | ------------- | ------------ | ------------ |
|      | 5        | Lee Seung-Hoon         | Corea del Sud | 12'58"55     | -            |
|      | 8        | Ivan Skobrev           | Russia        | 13'02"07     | +3"52        |
|      | 7        | Bob de Jong            | Paesi Bassi   | 13'06"73     | +8"18        |
| 4    | 6        | Alexis Contin          | Francia       | 13'12"11     | +13"56       |
| 5    | 7        | Håvard Bøkko           | Norvegia      | 13'14"92     | +16"37       |
| 6    | 2        | Sverre Haugli          | Norvegia      | 13'18"74     | +20"19       |
| 7    | 3        | Henrik Christiansen    | Norvegia      | 13'25"65     | +27"10       |
| 8    | 2        | Jonathan Kuck          | Stati Uniti   | 13'31"78     | +33"23       |
| 9    | 5        | Arjen van der Kieft    | Paesi Bassi   | 13'33"37     | +34"82       |
| 10   | 6        | Marco Weber            | Germania      | 13'35"73     | +37"18       |
| 11   | 4        | Hiroki Hirako          | Giappone      | 13'37"56     | +39"01       |
| 12   | 1        | Ryan Bedford           | Stati Uniti   | 13'40"20     | +41"65       |
| 13   | 4        | Alexander Rumyantsev   | Russia        | 13'45"77     | +47"22       |
| 14   | 3        | Sebastian Druszkiewicz | Polonia       | 13'49"31     | +49"40       |
| -    | 8        | Sven Kramer            | Paesi Bassi   | squalificato | squalificato |

L'olandese Sven Kramer, che aveva fatto segnare il miglior tempo (12'54"50), è stato squalificato per invasione di corsia, a seguito di un errore di comunicazione col suo allenatore.